# 米什基诺 (库尔干州)
米什基诺（羅馬化：Mishkino）是俄罗斯库尔干州的工人村（市级镇）、米什基诺区行政中心，地处库尔干州西部，在州府库尔干西偏南方。镇内设有同名铁路车站。R254公路（额尔齐斯公路）经过该地北部。
该地2021年人口有7,392人；2010年人口8,034；2002年人口8,914；1989年人口9,507。